# Оллсон, Томас
Томас Кеннет Олссон (швед. Tomas Kenneth Olsson; 18 марта 1976, Кристинехамн, Вермланд, Швеция — 16 мая 2006, Джомолунгма, Солукхумбу, Сагарматха, Восточный регион, Непал) — шведский авантюрист, альпинист и экстремальный лыжник.

## Биография
Родился в Кристинехамне, вырос в Буросе (лен Вестра-Гёталанд). Учась в школе, увлёкся спортом и спортивными соревнованиями. Поступив в Университет Линчёпинга, сосредоточился на горных лыжах и скалолазании. В 2001 году получил степень магистра инженерии, после чего переехал в Шамони во Францию, чтобы заниматься горными лыжами и альпинизмом. Олссон специализировался на экстремальном катании на лыжах по самым высоким и самым крутым горам в мире. Он покорил Аконкагуа в Аргентине (6960 м), пик Ленина в Кыргызстане (7134 м), вулкан на Камчатке в России, Музтаг-Ата (7546 м) и Куксайский пик (7134 м) в Китае, а также Чо-Ойю в Тибете (8201 м) шестой по высоте восьмитысячник мира. Помимо лыжного спорта Томас проводил лекции и работал над разработкой и продвижением продукции норвежских брендов Bergans и Silva.

## Эверест
Конечная цель Олссона, которую он собирался достигнуть весной 2006 года, состояла в том, чтобы стать первым человеком в мире, сумевшим спуститься на лыжах с Эвереста по северному склону горы. В октябре—ноябре 2004 года Томас был в Швеции, где разрабатывал оптимальные коммуникационные и логистические решения для осуществления своей цели. Затем он отправился в Шамони, чтобы зимой набрать форму. В качестве тренировки для экспедиции на Эверест летом 2005 года он поднялся на Монблан (4810 м), а затем вернулся в Швецию. В конце марта 2006 года Олссон отправился покорять Эверест вместе с норвежским экстремальным лыжником Турмудом Гранехеймом (Tormod Graneheim).

## Экспедиция на Эверест
Весной 2006 года Томас Олссон со своим  норвежским партнёром Турмудом Гранехеймом и фотографом Фредриком Шенхольмом (Fredrik Schenholm) подошли к Эверест со стороны Тибета. На вершину горы (8848 м) Олссон поднялся из базового лагеря, на высоте 6400 метров над уровнем моря за 2 дня. Маршрут, который он следует, известен как маршрут Мэллори, и обычно требует от альпинистов пять дней
Олссон и Гранехейм достигли пика Эвереста 16 мая 2006 года. Затем они отправилась на северную сторону, кулуар Нортона, крутой на 55 градусов и почти 3000 метров в высоту. Их маршрут проходил через Северное седло и является одним из самых трудных из всех маршрутов к вершине горы. 16 мая 2006 года, после целого дня восхождения, Олссон и Гранехейм достигли вершины. Невзирая на усталость, отправились на лыжах по северному склону через кулуар Нортона под углом 60 градусов и огромным снижением на 3000 метров. Как только Олссон и Гранехейм спустились примерно на 460 метров, одна из лыж Олссона сломалась. Когда партнёры попытались пройти скалу, пересекающую кулуар, снежный якорь не выдержал и сломался, и Олссон упал примерно на 2500 метров, разбившись насмерть. Гранхейм продолжил спуск в одиночку. Через несколько дней шерпа нашли тело Олссона на высоте 6700 метров.
16 мая 2016 года, в десятую годовщину смерти Томаса Олссона, в его честь в Крокшаллбергете в центре Буроса была установлена скульптура. Скульптура, названная Passion Extreme, была выполнена в бронзе шведским скульптором Ричардом Брикселем по заказу Андреаса Свана и подарена родному городу Олссона.